# クリス・ミーム
クリストファー・スティーヴン・ミーム  (Christopher Steven Mihm 1979年7月16日 - )は、アメリカ合衆国・ウィスコンシン州ミルウォーキー出身、テキサス州オースティン育ちの元バスケットボール選手。ポジションはセンター/パワーフォワード。

## 来歴
クリス・ミームは1979年にウィスコンシン州ミルウォーキーで生まれ、一家は14歳の時にテキサス州オースティンに引っ越し、ミームは元テニス選手のアンディ・ロディックや元NFL選手のドリュー・ブリーズらと共に過ごした。 大学は地元のテキサス大学に進学し、3年間プレーした後2000年のNBAドラフトにアーリーエントリーを表明。7位でシカゴ・ブルズから指名された後、直後にクリーブランド・キャバリアーズが8位で指名したジャマール・クロフォードの保有権とのトレードが成立し、キャバリアーズに入団。当時はジードルナス・イルガスカスが負傷がちだったこともあり、ミームにチャンスが廻り、2000-01シーズンはNBAオールルーキーチームに選出され、翌2001-02シーズンには74試合に出場し60試合に先発で起用されるなど、将来を期待されていたが、イルガスカスが完全復活した2002-03シーズン以降は出場機会を失い、2003-04シーズン開幕直後に大型トレードでボストン・セルティックスで移籍となった。
2004年夏、サイン・アンド・トレードでロサンゼルス・レイカーズに移籍。移籍後2シーズンは先発として起用されていたものの、2006-07シーズンは足首の負傷でシーズン全休。2007年夏にレイカーズと再契約したものの、以降はアンドリュー・バイナムの台頭やパウ・ガソルの加入などで出場機会が激減。結局2009年2月にサラリーキャップの調整の為だけでメンフィス・グリズリーズに放出され、同年NBAチャンピオンに輝いたレイカーズの一員としての機会を失ったミームは、グリズリーズでは不出場に終わり、引退した。